# Sterrhosia zonata
Sterrhosia zonata là một loài bướm đêm thuộc phân họ Arctiinae, họ Erebidae.